# Hysteropterum unum
Hysteropterum unum är en insektsart som beskrevs av Ball 1910. Hysteropterum unum ingår i släktet Hysteropterum och familjen sköldstritar. Inga underarter finns listade i Catalogue of Life.